# Куэвас-и-де-Валонга, Хоакин Ибаньес, барон де Эролес
Хоакин Ибаньес Куэвас-и-де-Валонга, барон де Эролес (1784[…], Таларн — 22 августа 1825, Даймьель, Кастилия-Ла-Манча) — испанский аристократ, политик и военный, возглавлявший дивизию в ряде битв против имперской Франции во время Пиренейской войны.

## Биография
Будучи до войны адвокатом, он принял командование партизанами, которые сопротивлялись французской оккупации его родной Каталонии. Сражался в Молинс-де-Рей в 1808 году. Был захвачен французами в Жироне в 1809 году, позже сбежал из плена. К 1810 году он возглавлял одно из четырёх регулярных подразделений армии Каталонии. В ноябре 1810 года он уничтожил французский конвой в Ла-Жункьера. Его отряд был оттеснён во время битвы при Монсеррате 25 июля 1811 года. Дивизия под командованием Эролеса уничтожила французскую колонну в Кол-де-Балагер 18 января 1812 года. Шесть дней спустя он потерпел поражение в битве при Альтафулье, когда по ошибке в густом тумане атаковал превосходящие французские силы Мориса Матьё. 5 марта он разбил французские войска, атаковавшие его в Рода-де-Исабена. Ближе к концу войны он освободил от французов ряд городов.
После войны он был принят в Королевскую академию изящных искусств Сант-Жорди. Будучи сторонником абсолютизма, он выступил против испанской революции в 1820 году и удалился в своё имение, прежде чем бежать во Францию. Он поддержал воссоздание абсолютистского правительства участием во французской интервенции. В 1823 году был назначен генерал-капитаном Каталонии, но в 1825 году умер при достаточно загадочных обстоятельствах.